# Cordiluroides bicolor
Cordiluroides bicolor är en tvåvingeart som först beskrevs av Jacques-Marie-Frangile Bigot 1885.  Cordiluroides bicolor ingår i släktet Cordiluroides och familjen husflugor. Inga underarter finns listade i Catalogue of Life.